# Pilar Defilló Amiguet
Pilar Defilló Amiguet   (Mayagüez, 26 d'octubre de 1853 - el Vendrell, 11 de març de 1931) fou una música porto-riquenya d'origen català coneguda sobretot per ser la mare d'Enric, Lluís i de Pau Casals i Defilló.
Filla de Josep Defilló Tusquellas (c.1815 - Mayagüez, 1859) i de Raimunda Amiguet Ferrer, l'any 1871, tots dos catalans, emigrà amb sa mare de Mayagüez al Vendrell (Baix Penedès). A El Vendrell fou deixebla destacada de Carles Casals i Ribes, amb qui es casà l'any 1874. El seu pare havia sigut membre de la secreta Societat Abolicionista que dirigia Ramón Emeterio Betances Alacán, amic de la família.
El 8 de maig de 2015 fou inaugurada la Casa Museo Defilló a la casa on va néixer Pilar Defilló, al carrer Méndez Vigo, n 21, de Mayagüez, que havia estat construïda l'any 1841 i fou restaurada per a fer-ne un espai cultural relacionat amb Pau Casals.